# Sayaka Obihiro
Sayaka Obihiro (en japonés: 帯広さやか, Obihiro Sayaka) (Sapporo, 2 de septiembre de 1986) es una luchadora profesional japonesa que ha participado como artista independiente en promociones como Gatoh Move Pro Wrestling, Ice Ribbon y JWP Joshi Puroresu.

## Carrera profesional

### Circuito independiente (2010-presente)
Como independiente, Obihiro es conocida por trabajar con otras varias promociones. En Stardom Natsuki Taiyo Retirement Match, un evento promovido por World Wonder Ring Stardom el 6 de enero de 2014, se asoció con Hatsuhinode Kamen y Kaori Yoneyama para desafiar sin éxito a Hiroyo Matsumoto, Mayu Iwatani y Miho Wakizawa por el Campeonato Artístico de Stardom. En WAVE Weekday Wave Vol. 89, un evento promovido por Pro Wrestling Wave el 22 de abril de 2015 donde compitió en un gauntlet match ganado por Hikaru Shida y en el que también participaron Kyoko Kimura, Moeka Haruhi, Ryo Mizunami y Shuu Shibutani. En W-1 WRESTLE-1 Tour 2015 Daydream, un evento promovido por WRESTLE-1 el 20 de junio, Obihiro cayó ante Saki. En REINA Makoto 10th Anniversary, un evento promovido por Pro Wrestling Reina el 28 de octubre de 2016, Obihiro compitió en un battle royal de 14 personas ganado por Hanako Nakamori y en el que también participaron Masaya Takahashi, Choun Shiryu, Reyna Isis, Mr. Gannosuke, Rina Yamashita y otros. En DDT Tavern Pro Wrestling ~ Alcohol Mania 2017 ~, un evento promovido por DDT Pro-Wrestling el 23 de marzo de 2017, Obihiro compitió en un combate a cinco bandas ganado por Joey Ryan y en el que también participaron Cherry, Tatsuhiko Yoshino y Yusuke Kubo.

#### Gatoh Move Pro Wrestling (2013-presente)
Obihiro también ha formado parte del roster de Gatoh Move Pro Wrestling. En el evento Gatoh Move Japan Tour #319, que se celebró el 31 de octubre de 2017, participó ataviada con un disfraz de Halloween en un battle royal en el que también subieron al ring, entre otros, Antonio Honda, Hagane Shinnou, Kazuhiro Tamura y Masahiro Takanashi.

#### Ice Ribbon (2010-2012)
Obihiro hizo su debut en la lucha profesional en el evento de Ice Ribbon New Ice Ribbon #179 el 29 de abril de 2010, donde cayó ante Kazumi Shimōma. En el Ice Ribbon New Ice Ribbon #225 del 10 de octubre de 2010, participó en una battle royal de 18 personas ganada por Riho y en la que también participaron Chii Tomiya, Yuko Miyamoto, Nanae Takahashi, Jun Kasai, Jaki Numazawa y otros. En el New Year Ribbon del 4 de enero de 2012, Obihiro compitió en otro battle royal de 18 personas en el que también participaron notables oponentes como Tsukushi, Tsukasa Fujimoto, Hiragi Kurumi, Gentaro Takahashi o Hamuko Hoshi.

#### JWP Joshi Puroresu (2010-2016)
Obihiro también es conocido por competir en el JWP Joshi Puroresu. En la JWP Revolution 2010, el 12 de diciembre, desafió sin éxito a Sawako Shimono en una final de torneos por el título de contendiente número 1 del Campeonato JWP Junior y del Campeonato Princess of Pro-Wrestling. En JWP Climax 2011, el 23 de diciembre, participó en una battle royal de 15 hombres ganada por Abdullah Kobayashi y en la que también participaron Sanshiro Takagi, Takashi Sasaki, Akihisa Mera o Great Kojika. En la segunda noche de la edición de 2012 de la Tag League the Best, desafió sin éxito a Kaori Yoneyama en un combate individual.

## Campeonatos y logros
- Gatoh Move Pro Wrestling
  - Asia Dream Tag Team Championship (1 vez) – con Aoi Kizuki
- Ice Ribbon
  - International Ribbon Tag Team Championship (2 veces) – con Aoi Kizuki (1) y Kyoko Kimura (1)[16]
  - Reina World Tag Team Championship (1 vez) – con Kyoko Kimura